# Antonios Papakonstantinou
Antonios Papakonstantinou (in greco Αντώνης Παπακωνσταντίνου?; 18 marzo 1999) è un canottiere greco.

## Biografia
Ai mondiali di Plovdiv 2018 ha vinto l'argeno nel due senza pesi leggeri con Ioannis Marokos, concludendo alle spalle dell'equipaggio italiano formato da Giuseppe Di Mare e Alfonso Scalzone.
Agli europei di Monao di Baviera 2022 si è laureato campione continentale nel singolo pesi leggeri, precedendo suul podio l'italiano Gabriel Soares e lo svizzero Andri Struzina.
Ai mondiali di Račice 2022 ha vinto l'argento nel singolo pesi leggeri, dietro all'italiano Gabriel Soares.
Dal 2023 ha cominciato a fare coppia con Petros Gkaidatzis insieme a cui, il 27 maggio dello stesso anno, vince la medaglia di bronzo ai campionati europei di Bled nel due senza pesi leggeri.
L'anno seguente, sempre con Papakonstantinou, si qualifica per i Giochi olimpici di Parigi 2024 dove, il 2 agosto, vince un'altra medaglia di bronzo.
A fine agosto 2024, a St. Catharines, vince il suo terzo argento mondiale, il secondo consecutivo nel singolo pesi leggeri.

## Palmarès
- Giochi olimpici

Parigi 2024: bronzo nel 2 di coppia pesi leggeri.
- Mondiali

Plovdiv 2018: argento nel due senza pesi leggeri.
Račice 2022: argento nel singolo pesi leggeri.
St. Catharines 2024: argento nel singolo pesi leggeri.
- Europei

Monao di Baviera 2022: oro nel singolo pesi leggeri.
Bled 2023: bronzo nel due senza pesi leggeri.
- Mondiali Under-23

Poznan 2018: argento nel due senza pesi leggeri.
Racice 2021: oro nel singolo pesi leggeri.
- Europei Under-23

Brest 2018: oro nel due senza pesi leggeri.
Ioannina 2019 oro nel due pesi leggeri.
Duisburg 2020: argento nel singolo pesi leggeri.